# Guvernoratul Al Bahr al Ahmar
Al Bahr al Ahmar (arabă محافظة البحر الأحمر) este un guvernorat în Egipt.

## Orașe
- El Qoseir
- Hurghada
- Marsa Alam
- Ras Gharib
- Port Safaga
- Shalateen

1. ↑   http://www.citypopulation.de/Egypt-Cities.html Lipsește sau este vid: |title= (ajutor)